# Scopaeoscleratoscopia
Scopaeoscleratoscopia is een geslacht van rechtvleugeligen uit de familie Proscopiidae. De wetenschappelijke naam van dit geslacht is voor het eerst geldig gepubliceerd in 1990 door Jago.

## Soorten
Het geslacht Scopaeoscleratoscopia  is monotypisch en omvat slechts de volgende soort:
- Scopaeoscleratoscopia simplex (Jago, 1990)